# 巴屯市社
巴屯市社（越南语：／）是越南广平省下辖的一個市社。

## 地理
巴屯市社东临南中国海，西接宣化县，南接布泽县，北接广泽县。

## 历史
2013年12月20日，广泽县以巴屯市镇、广隆社、广丰社、广寿社、广顺社、广福社、广山社、广先社、广中社、广新社、广水社、广明社、广禄社、广海社、广和社、广文社1市镇15社析置巴屯市社；巴屯市镇改制为巴屯坊，广隆社改制为广隆坊，广丰社改制为广丰坊，广寿社改制为广寿坊，广顺社改制为广顺坊，广福社改制为广福坊。

## 行政区划
巴屯市社下辖6坊10社，市社人民委员会位于巴屯坊。
- 巴屯坊（Phường Ba Đồn）
- 广隆坊（Phường Quảng Long）
- 广丰坊（Phường Quảng Phong）
- 广福坊（Phường Quảng Phúc）
- 广寿坊（Phường Quảng Thọ）
- 广顺坊（Phường Quảng Thuận）
- 广海社（Xã Quảng Hải）
- 广和社（Xã Quảng Hòa）
- 广禄社（Xã Quảng Lộc）
- 广明社（Xã Quảng Minh）
- 广山社（Xã Quảng Sơn）
- 广新社（Xã Quảng Tân）
- 广水社（Xã Quảng Thủy）
- 广先社（Xã Quảng Tiên）
- 广中社（Xã Quảng Trung）
- 广文社（Xã Quảng Văn）